# Wyman Bradbury Seavy Moor

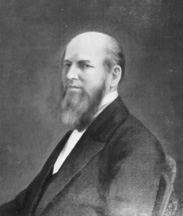
Wyman B. S. Moor

Wyman Bradbury Seavy Moor (* 11. November 1811 in Waterville, Massachusetts; † 10. März 1869 in Lynchburg, Virginia) war ein US-amerikanischer Politiker (Demokratische Partei), der den Bundesstaat Maine für kurze Zeit im US-Senat vertrat.
Wyman Moor wurde im heutigen Maine geboren und besuchte die Schulen seiner Heimat, danach die China Academy und schließlich das Waterville College, an dem er seinen Abschluss machte. In der Folge arbeitete er ein Jahr lang als Lehrer im kanadischen Ort St. Stephen (New Brunswick), ehe er in seinen Heimatort zurückkehrte, um dort die Rechtswissenschaften zu studieren. Er schloss seine juristische Ausbildung an der Dane Law School in Cambridge (Massachusetts) ab, wurde 1835 in die Anwaltskammer aufgenommen und begann in Waterville zu praktizieren.
Seine politische Laufbahn, die er immer wieder unterbrach, um als Anwalt zu arbeiten, begann 1839 mit der Mitgliedschaft im Repräsentantenhaus von Maine. Zwischen 1844 und 1848 übte er das Amt des Attorney General in der Staatsregierung aus. Im Jahr 1847 verlegte er seinen Wohnsitz und seine Kanzlei nach Bangor. Verheiratet war Moor seit 1834 mit Clara Ann Niel Cook, einer Nachfahrin von Thomas Dudley, einem Gouverneur des Massachusetts Bay Colony.
Nach dem Tod von US-Senator John Fairfield am 24. Dezember 1847 wurde Moor durch Gouverneur John Dana zu dessen kommissarischem Nachfolger ernannt. Er nahm sein Mandat im Kongress vom 5. Januar 1848 bis zum 7. Juni desselben Jahres wahr, ehe er vom bei der Nachwahl siegreichen Hannibal Hamlin abgelöst wurde. Danach kehrte er zunächst nach Bangor zurück, ehe er sich 1852 erneut in seinem Heimatort Waterville niederließ. Er fungierte außerdem als Leiter eines Eisenbahnbauprojektes zwischen Waterville und Bangor, ehe ihn US-Präsident James Buchanan zum US-Generalkonsul in Britisch-Nordamerika ernannte. Auf diesem Posten verblieb Moor von 1857 bis 1861; danach war er wiederum als Anwalt in Waterville tätig. 1868 erwarb er ein Anwesen nahe Lynchburg (Virginia) und setzte sich dort zur Ruhe. Im folgenden Jahr verstarb Moor in seiner neuen Heimat; er wurde in Waterville beigesetzt.